# Безмозглые
«Безмо́зглые» (англ. BrainDead) — американский телевизионный сериал в жанре политическая сатира/фантастика с Мэри Элизабет Уинстэд в главной роли, который выходил на CBS с 13 июня по 11 сентября 2016 года. Исполнительными продюсерами, помимо Роберта и Мишель Кингов, являются Ридли Скотт и Дэвид Цукер.
17 октября 2016 года CBS закрыл телесериал после одного сезона.

## Синопсис
Действия в сериале происходят в Вашингтоне, где инопланетные насекомые, вылезшие из челябинского метеорита,  начинают заражать членов Конгресса.

## В ролях
- Мэри Элизабет Уинстэд — Лорел Хили
- Дэнни Пино — сенатор от демократов Люк Хили, её брат
- Тони Шалуб — сенатор от республиканцев Ред Уитус
- Аарон Твейт — Гаррет Риттер
- Никки М. Джеймс — Рошель Додье
- Джонни Рэй Джилл — Густав
- Чарли Семини — агент ФБР Энтони Онофрио
- Джен Максвелл — сенатор от демократов Элла Поллак